# 哈拉尔德·黑尔夫戈特
哈拉尔德·安德烈斯·黑尔夫戈特（Harald Andrés Helfgott，1977年11月25日—）是一位秘鲁數學家，研究領域包含解析數論。

## 生平
2013年5月13日，黑尔夫戈特在網路上发表两篇论文宣布彻底证明了弱哥德巴赫猜想。哈拉尔德·黑尔夫戈特在文章“Minor arcs for Goldbach's problem”中，给出了指数和形式的一个新界。在文章“Major arcs for Goldbach's theorem”中，综合使用了哈迪-利特伍德-维诺格拉多夫圆法（主要工具是傅里叶分析，创建了一个周期函数，其范围包括所有素数），筛法和指数和等传统方法，把下界降低到了1030左右
2017年哈拉尔德·黑尔夫戈特指出了计算机科学家鮑鮑伊·拉斯洛所发表的证明图同构问题可以在准多项式(Quasi-polynomial)时间内求解的论文中一处不明显的错误，随后鮑鮑伊承认了该错误并发布了修正。
黑尔夫戈特生于1977年，于2003年在亨里克·伊萬尼克教授的指导下获得普林斯顿大学博士学位。2003年-2004年和2004年-2006年分别在耶鲁大学和蒙特利尔大学做博士后研究。2010年开始担任法国国家科学研究院和巴黎高等师范学院的研究员。

## 著作
- .   [2013-06-28]. （原始内容存档于2011-09-29）.
- .   [2013-06-28]. （原始内容存档于2012-05-18）.
- .[永久]